# Памятник Польскому подпольному государству (Познань)

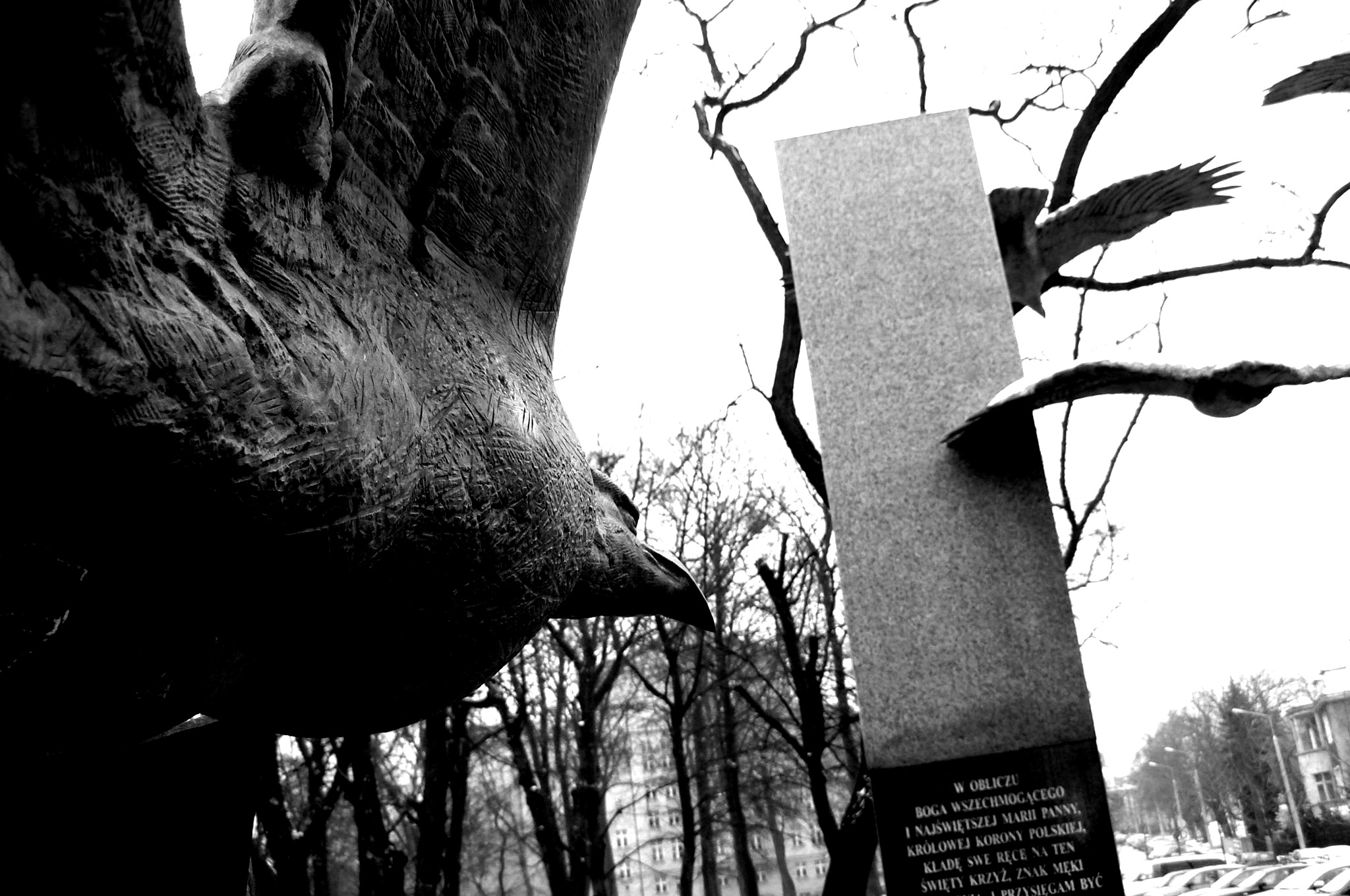
Деталь памятника с орлом

Памятник подпольному польскому государству (пол. Pomnik Polskiego Państwa Podziemnego) — памятник, находящийся в Познани (Польша) и посвящённый деятельности Польского подпольного государства и Армии Крайовой во времена германской оккупации Второй мировой войны. Памятник располагается в парке Венявского на углу аллеи Независимости, улиц Либельта и Венявского возле Большого театра имени Станислава Монюшко и доминиканского костёла.

## История
Автором памятника является польский скульптор Мариуш Кульпа. Памятник был открыт 26 сентября 2007 года при присутствии бывшего президента в изгнании Рышарда Качоровского, примаса Польши Юзефа Глемпа и президента Познани Рышарда Гробельного. Церемонии предшествовало богослужение в соборе святых Петра и Павла и возложение цветов возле памятника 15-му уланского полка.

## Описание
Памятник создан в стиле деконстуктивизма и состоит из шести колонн с памятными таблицами, стеклянной крипты, которая символизирует спуск в подземелье и уносящихся в высоту орлов. На одной из колонн находится надпись: «Polskiemu Państwu Podziemnemu i jego sile zbrojnej Armii Krajowej — Wielkopolanie» (Польскому подпольному государству и его вооружённым силам — Армии Крайовой от жителей Великой Польши). В деталях памятника доминирует железо с элементами ржи. Чугунные таблички символизируют жителей Великопольши, погибших во времена германской оккупации.
Недалеко от памятника находятся памятник Станиславу Миколайчику, статуя Святейшему Искупителю и Катынский памятник. В парке находится бюст Станислава Монюшко.